# Eternit

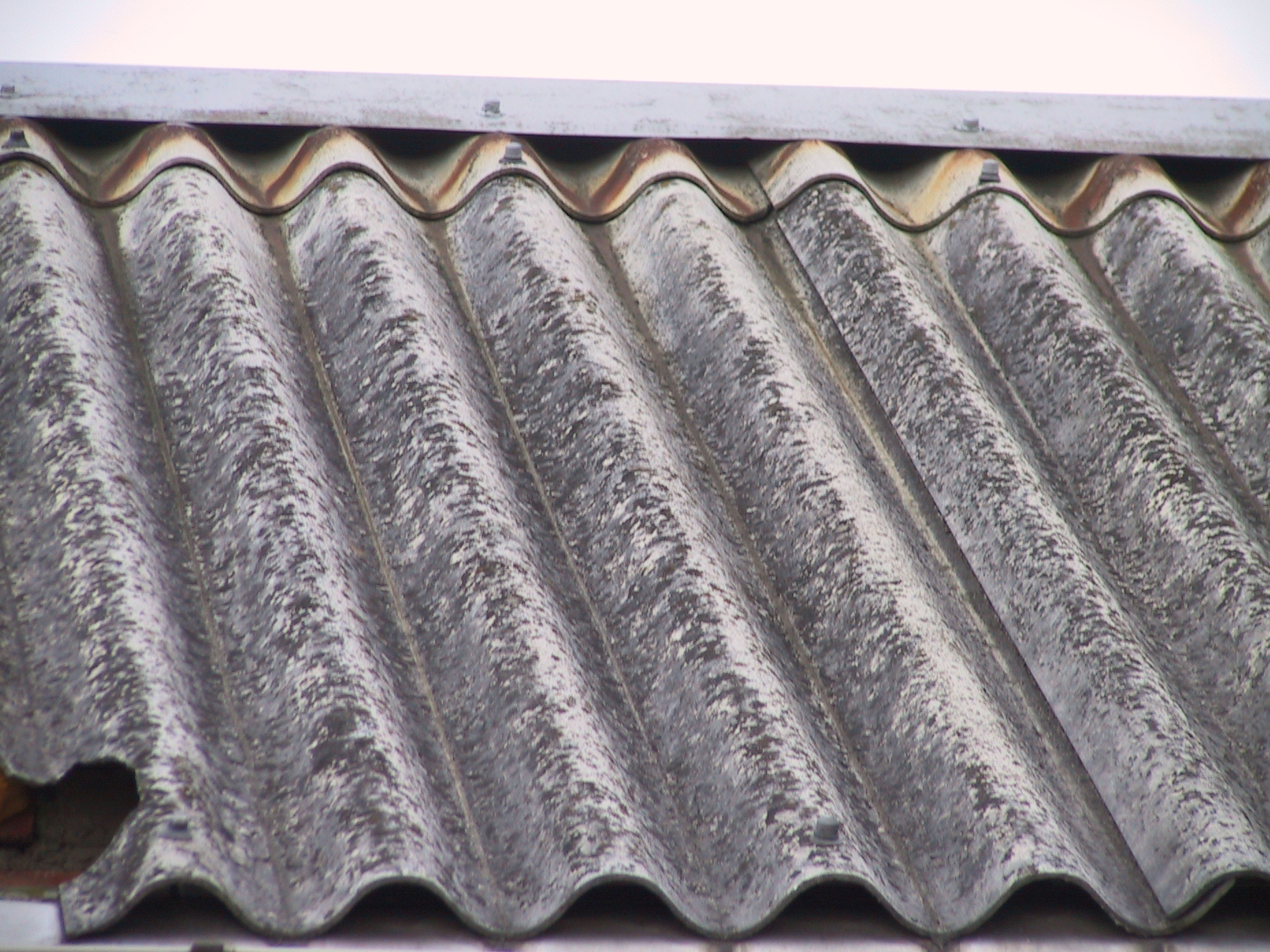
Eternitová střecha

Eternit (z latinského aeternum – věčnost) je registrovaná ochranná známka pro vláknitý cement vlastněná belgickou firmou Etex Group S.A. (mateřskou společností německé firmy Eternit Gmbh). Název „eternit“ se ale běžně užívá jako obecný výraz pro vláknitý cement.

## Historie
Eternit vynalezl koncem 19. století Rakušan Ludwig Hatschek, rodák z Těšetic u Olomouce. Ten namíchal směs z 90 % cementu a 10 % azbestových vláken, kterou smíchal s vodou a následně nechal materiál projet strojem na výrobu kartonu.[zdroj?]
Eternit je stavební materiál vyrobený z cementu s vláknitou výztuží v množství 8 až 12 objemových procent. Vyrábí se z něj velkoformátová vlnitá střešní krytina, maloformátové šablony používané jako střešní krytina i fasádní obklad, velkoformátové fasádní desky a fasádní panely.
V původní receptuře byl jako vláknitá výztuž používán azbest, který je silně karcinogenní látkou, byl však nahrazen jinými vláknitými materiály. Používání azbestu je zakázáno zákonem.
Eternit je registrovanou značkou belgické společnosti Etex.

## Rizika manipulace s eternitem
Hlavním problémem je především následné odstraňování této střešní krytiny. Velmi často sami majitelé nemovitostí či jimi pozvaní řemeslníci shazují eternitové šablony ze střechy dolů. Ty se přitom rozbíjejí a během toho se z nich uvolňuje velké množství azbestového prachu, jenž kontaminuje okolí a velmi snadno se poté následně (na botách a oblečení) zanáší i do samotného domu.
Při odstraňování eternitové střešní krytiny je třeba počínat si nanejvýš opatrně a důsledně dbát, aby nedocházelo k lámání či jakémukoliv jinému mechanickému poškozování eternitových desek. Vhodným doplňujícím opatřením, které může snížit uvolňování azbestových vláken na úplné minimum, je kropit během práce eternitové desky vodou.

## Odkazy

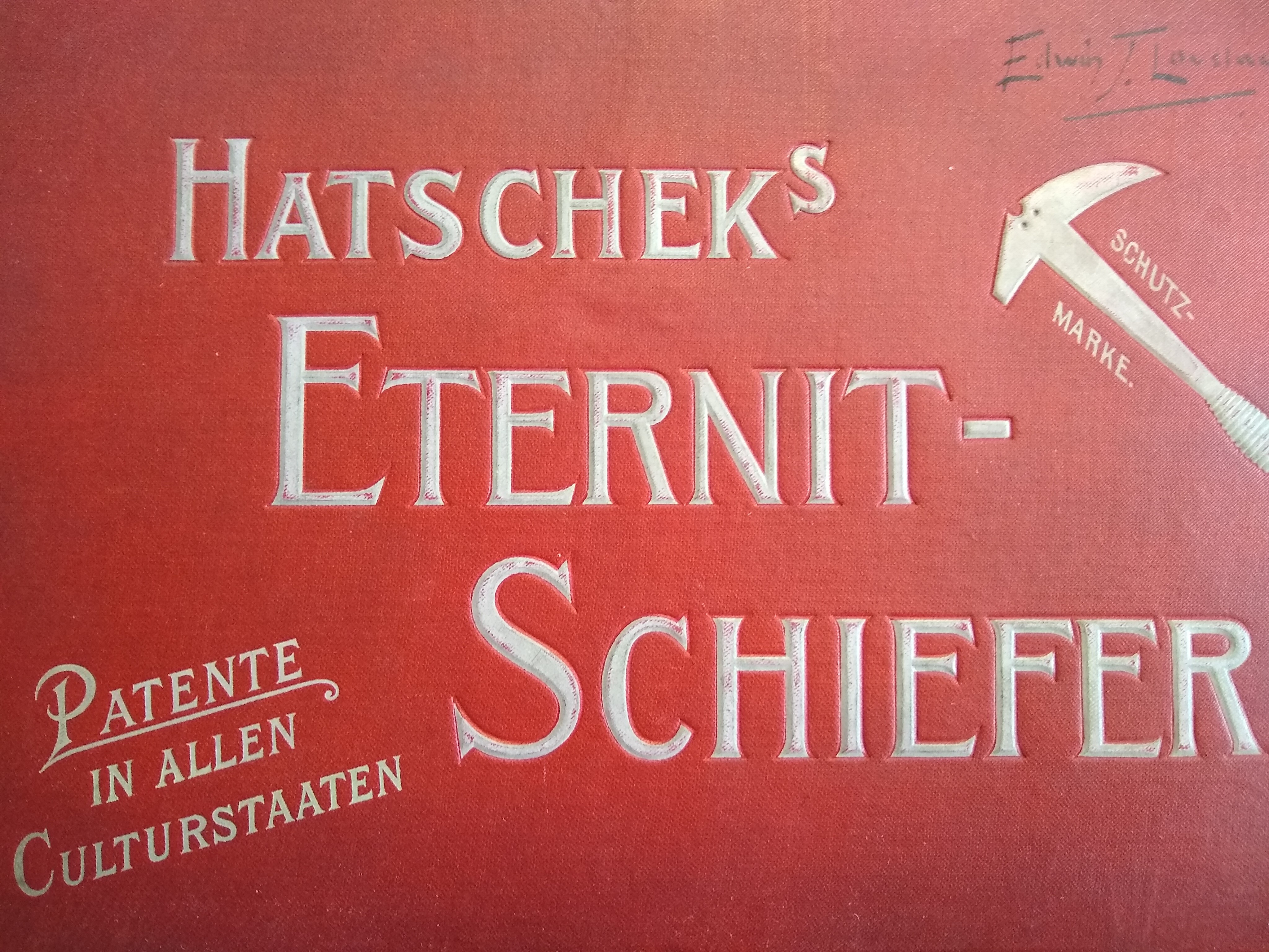
Obálka Hatschekovy propagační brožury